# Феодоровская церковь (Киев)
Церковь Преподобного Феодора Освященного (Киевский Иерусалим) — православный храм, разрушенный большевиками в середине 1930-х годов.
«Киевский Иерусалим» — так называли этот храм в честь святого преподобного Феодора Освященного, в котором устроили придел Воскресения Христова, по форме напоминающий конструкцию Кувуклии (Гроба Господня).
В 2007 году на историческом месте возобновились богослужения в храме-палатке и в причтовом доме.

## История
Проект приходской церкви на Лукьяновке выполнил архитектор П. Фёдоров. Строительство продолжалось в течение 1871—1873 годов. Значительная часть средств на строительство поступила согласно завещанию коллежского асессора Фёдора Иванова, — вероятно, поэтому храм освятили в честь святого Феодора Освященного.
Богослужения начались в 1871 году (сначала — во временной часовне). Первым старостой стал владелец имения на Лукьяновке генерал Александр Багговут. Для надзора за внутренним её устройством была создана специальная комиссия под августейшим председательством Великого князя Владимира Александровича. Церковь в русском стиле имела в завершении пять луковичных глав и шатровую колокольню.
В 1885 году среди прихожан возник замысел о расширении здания храма. Любитель искусств и археологии Турвонт Кибальчич предложил устроить под новыми пристройками подземные святилища: под южным приделом — в честь Гроба Господня (Кувуклии) в Иерусалиме, под северным приделом — в честь праведной Елизаветы — копию пещерного храма, созданного святым Климентом Римским в Инкермане. Проект, разработанный под руководством архитектора Альфреда Парланда в соответствии с натурными обмерами пещерных святынь (выполненными Турвонтом Кибальчичем), был осуществлён в 1887—1896 годах. Точные копии Гроба Господня в Иерусалиме и пещерного храма Климента Римского в Инкермане сделали этот храм известным.
Интерьер храма был расписан по мотивам древнерусских фресок. В церковь из Киево-Печерской лавры перенесли точную копию древнего образа Воскресения Христова, находящуюся над Гробом Господним. Турвонт Кибальчич подарил храму многочисленные реликвии, собранные им в Святой земле.
При Феодоровском приходе в 1896 году было основано Лукьяновское дамское попечительство о бедных. Оно содержало дневной приют, соединённый с приходской школой на Овручской улице, 14 (дом не сохранился), и школу домоводства на современной улице Тропинина, 10, основанную на средства инженера А. Якубенко. С 1910 года при храме действовало приходское братство, возглавляемое настоятелем отцом Исаакием Тарасевичем. На храмовом погосте образовалось небольшое кладбище; непосредственно на углу улиц Овручской и Багговутовской была построена шатровая часовня с усыпальницей генерала Федора Пишенкова (архитектор Евгений Ермаков, 1905 год).

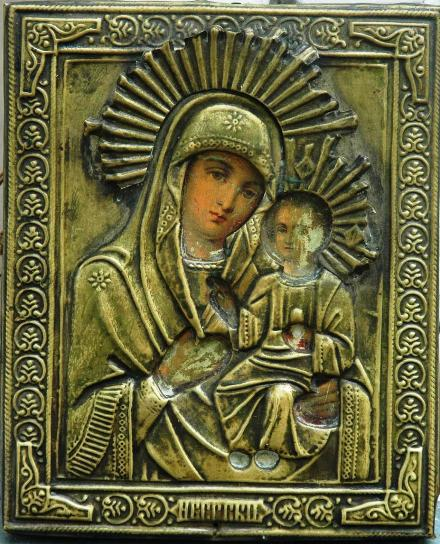
Икона, найденная на месте разрушенного храма

В 1924 году советская власть отобрала храм у религиозной общины. В середине 1930-х годов он был уничтожен вместе с кладбищем. На этом месте разбили сквер.
С 2007 года на погосте Феодоровской церкви снова проводятся богослужения (сначала — во временной церкви-палатке). Археологические раскопки в 2008—2009 годах открыли неповреждённые фундамент храма и сохранившиеся конструкции подземных святилищ. Раскопали алтарь святителя Климента Римского и алтарь с «пещерой Гроба Господня». В декабре 2008 года состоялась первая служба в восстановленном пещерном храме святителя Климента Римского. На храмовый праздник 29 мая 2009 года митрополит Владимир (Сабодан) совершил чин закладки капсулы под строительство восстанавливаемого храма в честь преподобного Феодора Освященного.
Сейчас богослужения совершаются в домовой церкви дома причта (возведённого поочерёдно в 1872—1903 годах). Святыню храма составляют мощи святителя Климента, епископа Римского, и преподобных Иова и Амфилохия Почаевских. Среди чтимых икон — образ Богородицы, найденный на месте разрушенного храма. Инициатор возрождения храма иерей Пётр Семащук. Восстановлению храма способствует благотворительная организация «Киевский Иерусалим», основанная в 2009 году.